# La forza del passato (romanzo)
La forza del passato è un romanzo di Sandro Veronesi del 2000, vincitore del Premio Campiello e del Premio Viareggio.
Nel 2002 ne è stato tratto l'omonimo film per la regia di Piergiorgio Gay.

## Trama
Gianni è uno scrittore di racconti per ragazzi. Ha circa 30 anni, una bella moglie, un bambino in salute ed il suo lavoro gli frutta un buon guadagno e notorietà.
La sua vita cambia quando viene a scoprire che suo padre, morto da pochi giorni, era una spia russa che per decenni aveva lavorato sotto copertura. Tutto intorno a lui sembra sgretolarsi perché iniziano una serie di disavventure e si scoprono altre verità, ma Gianni avrà la fortuna e la capacità di reagire.